# Parc national au Japon

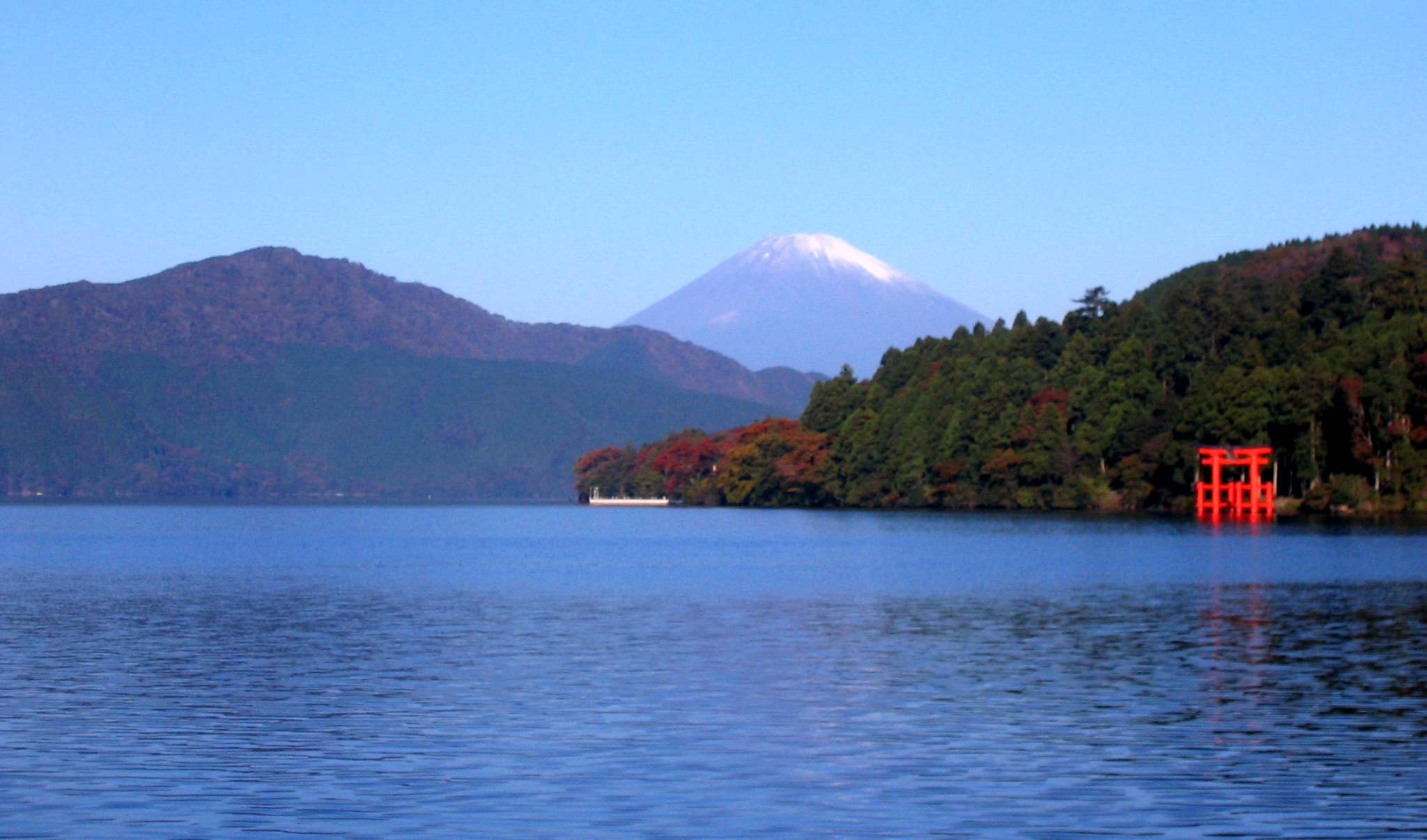
Le mont Fuji et le lac Ashi, de Motohakone.

Les parcs nationaux du Japon (国立公園, Kokuritsu kōen) sont au nombre de 34. Il existe également 56 « parcs quasi nationaux » (国定公園, Kokutei kōen, littéralement parcs établis par l'État), et 311 parcs naturels préfectoraux (都道府県立自然公園, Todōfukenritsu shizen kōen).
Les parcs nationaux au Japon sont régis légalement par la Loi sur les parcs nationaux (National Parks Law) adopté en 1931. L'objectif de cette loi est triple : protéger des paysages et des écosystèmes à forte valeur patrimoniale, promouvoir l'utilisation de ces paysages, et de promouvoir auprès de la population l'accès à l'éducation à l'environnement, au tourisme et aux loisirs de pleine nature. Les premiers parcs nationaux seront désignés en 1934 avec les parcs nationaux de Setonaikai, d'Unzen-Amakusa et de Kirishima Kinkōwan.
La loi sera modifiée à plusieurs reprises et la liste des parcs nationaux subira régulièrement des changements comme en 2017 avec l'ajout du parc national Amami-Guntō.

## Organisation des parcs naturels japonais
Trois catégories de parcs naturels peuvent être distingués au Japon : les parcs nationaux, les parcs quasi nationaux, les parcs naturels préfectoraux.

### Parc naturel national
Les parcs nationaux s'étendent sur les écosystèmes et les paysages les plus remarquables de l'archipel nippon. Ils sont désignés par le ministre de l'Environnement japonais, après consultation des agences gouvernementales pour l'environnement et du Conseil de conservation de la nature. Le Japon compte actuellement 34 parcs nationaux à travers les îles qui composent l'archipel, pour une superficie approximative de 2,09 millions d'hectares, soit 5,5 % de la surface terrestre du pays,.
Selon le même principe que les parcs nationaux français, les parcs nationaux japonais sont composés de plusieurs zones, chacune disposant de mesures de protection de la nature de plus en plus strictes vers le centre du parc.
| Zones spéciales     | Zone spéciale de protection | Toute construction dans ces zones est interdite |
| Zones spéciales     | Zone spéciale de Classe I   | Toute construction dans ces zones est interdite |
| Zones spéciales     | Zone spéciale de Classe II  | Certaines constructions, relatives à l'amélioration des conditions de vie des résidents, et des activités forestières, agricoles et de pêche, sont autorisées si elles ne nuisent pas trop à la protection des écosystèmes |
| Zones spéciales     | Zone spéciale de Classe III | Comme pour les zones de Classe II, mais les coupes à blanc en foresterie sont autorisées |
| Zone marine du parc | Zone marine du parc         | Idem Zones spéciales de protection |
| Zone ordinaire      | Zone ordinaire              | Ces zones jouent le rôle de zones tampons entre l'extérieur du parc et les zones spéciales |

Les terrains inclus dans les parcs nationaux peuvent appartenir à l'État comme à des propriétaires privés. Afin de s'assurer d'une meilleure conservation des écosystèmes fragiles et des paysages qu'ils recèlent, l'État japonais engage depuis les années 1970 une politique d'acquisition foncière afin d'acheter les terrains privés situés dans les zones spéciales de protection et les zones spéciales de classe I, et étend cette politique aux zones spéciales de classe II et III à partir de 1991.
Certains des parcs de la liste ci-dessous appartiennent à plusieurs régions du Japon.

#### Hokkaidō (Nord)

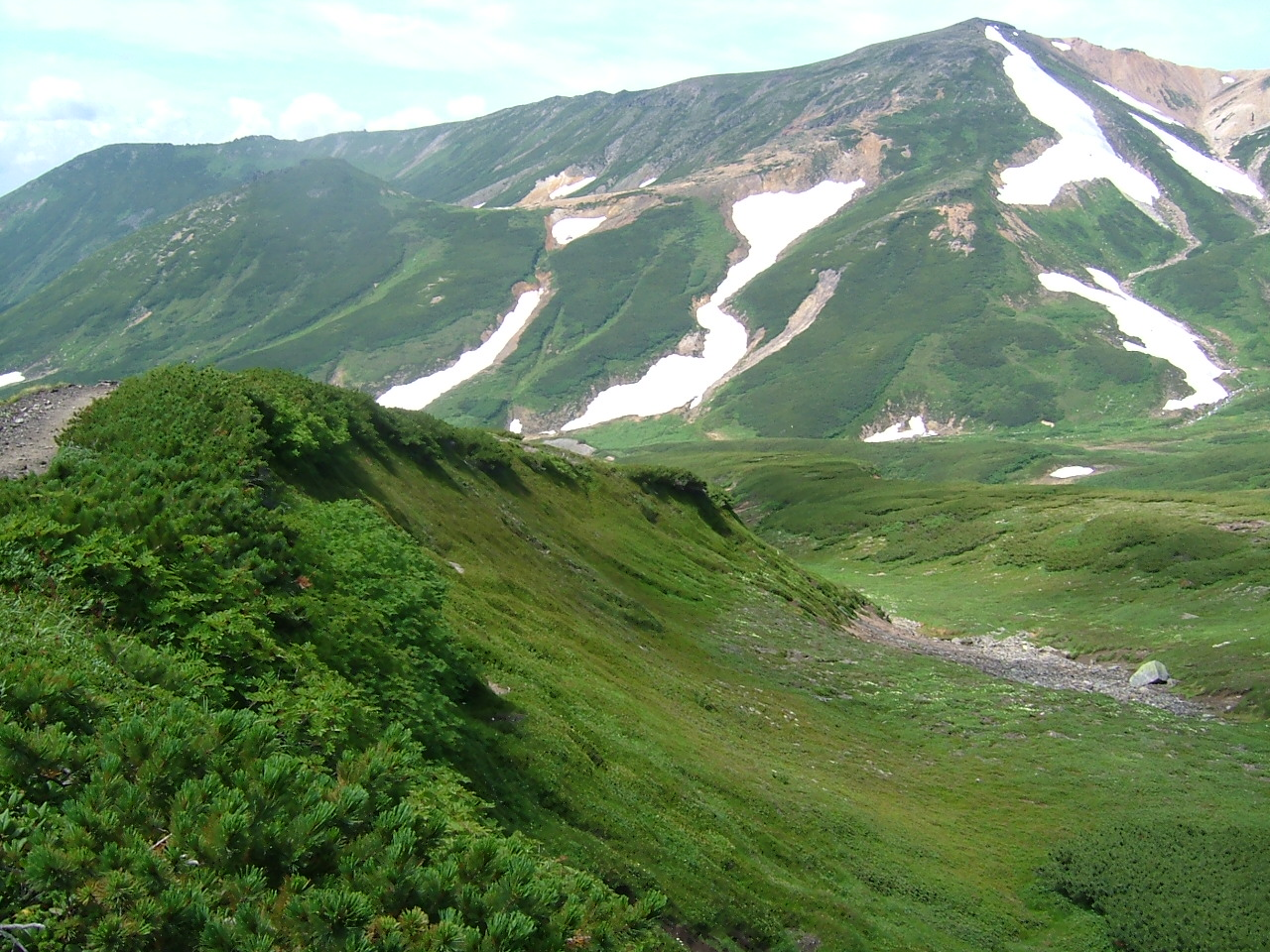
Vue du Parc national de Daisetsuzan, à partir du mont Asahidake.

L'île de Hokkaidō comprend six parcs nationaux :
- parc national d'Akan ;
- parc national de Daisetsuzan ;
- parc national de Kushiro Shitsugen ;
- parc national de Rishiri-Rebun-Sarobetsu ;
- parc national de Shikotsu-Tōya ;
- parc national de Shiretoko.

#### Tōhoku (Nord-est)

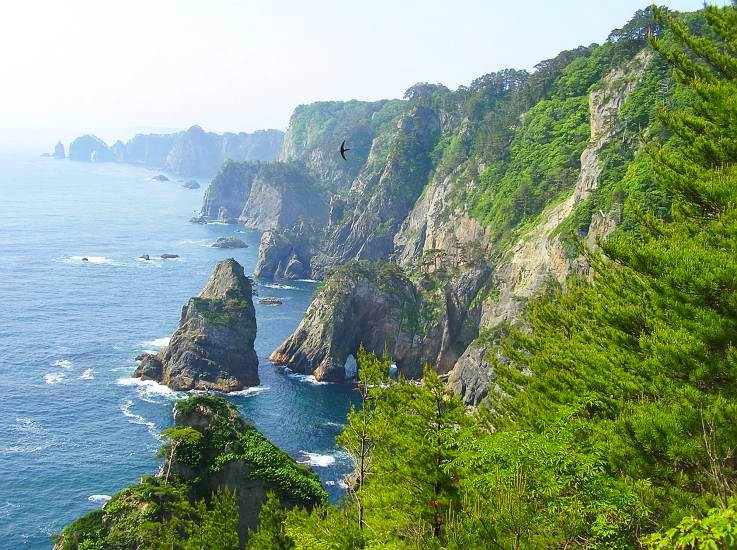
Kitayamazaki dans le parc national de Rikuchūkaigan.

La région de Tōhoku comprend trois parc nationaux :
- parc national de Bandai-Asahi ;
- parc national de Sanriku Fukkō ;
- parc national de Towada-Hachimantai.

#### Kantō (Est)
Six parcs nationaux sont compris dans la région de Kantō :
- parc national de Chichibu Tamakai ;
- parc national de Fuji-Hakone-Izu ;
- parc national de Minami Alps ;
- parc national de Nikkō ;
- parc national d'Ogasawara ;
- parc national d'Oze.

#### Chūbu (Centre)

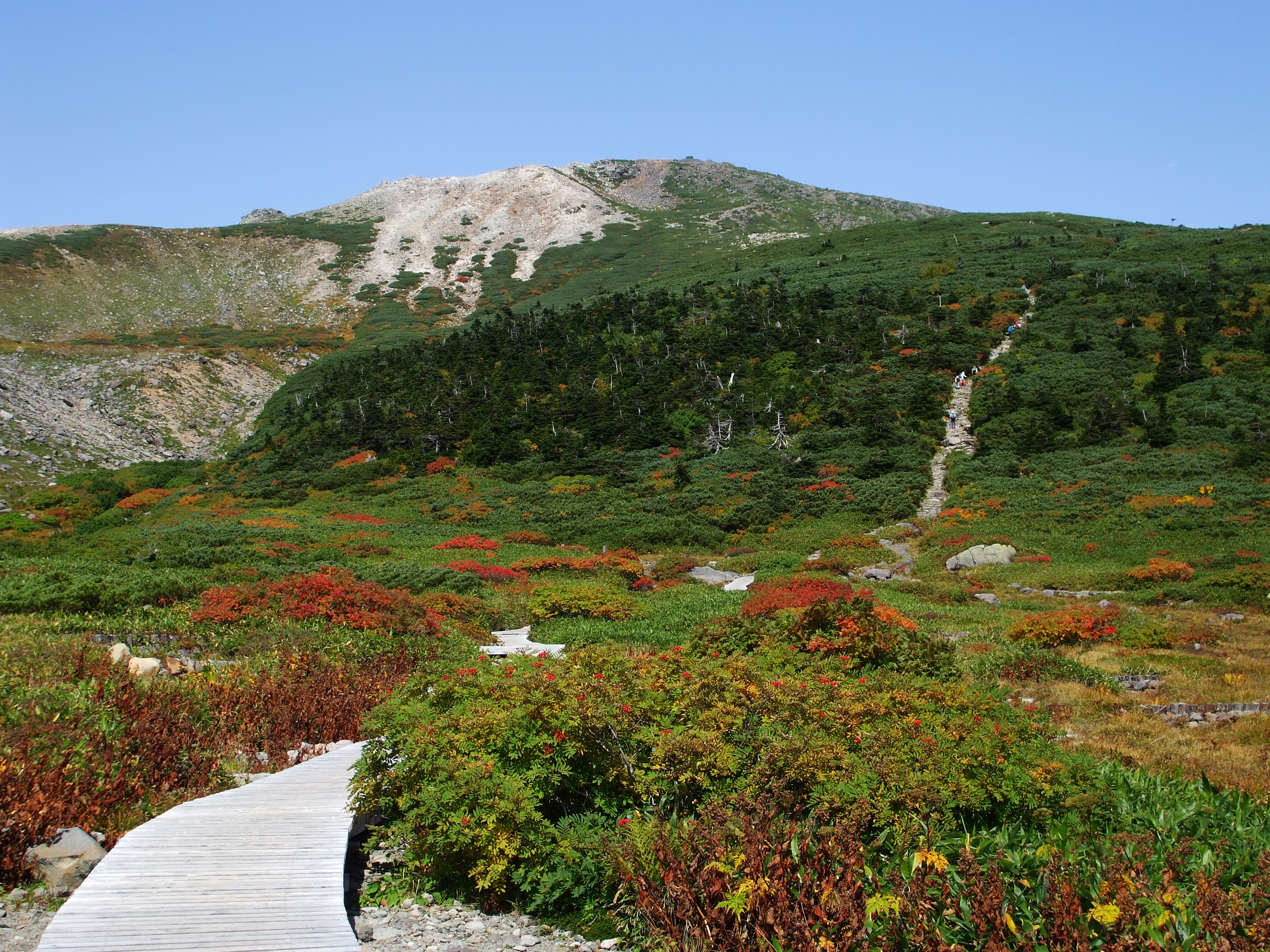
Hakusan.

La région du Chūbu compte quatre parcs nationaux :
- parc national de Chubu-Sangaku ;
- parc national de Hakusan ;
- parc national d'Ise-Shima ;
- parc national de Joshin'etsukogen.
- parc national de Myōkō-Togakushi Renzan.

#### Kansai (Ouest)
Le Kansai comprend trois parcs nationaux :
- parc national de San'inkaigan ;
- parc national de Setonaikai ;
- parc national de Yoshino-Kumano.

#### Chūgoku et Shikoku (Sud-ouest)
Le Chūgoku et Shikoku comprennent trois parcs nationaux :
- parc national d'Ashizuri-Uwakai ;
- parc national de Daisen-Oki ;
- parc national de Setonaikai.

#### Kyūshū (Sud)

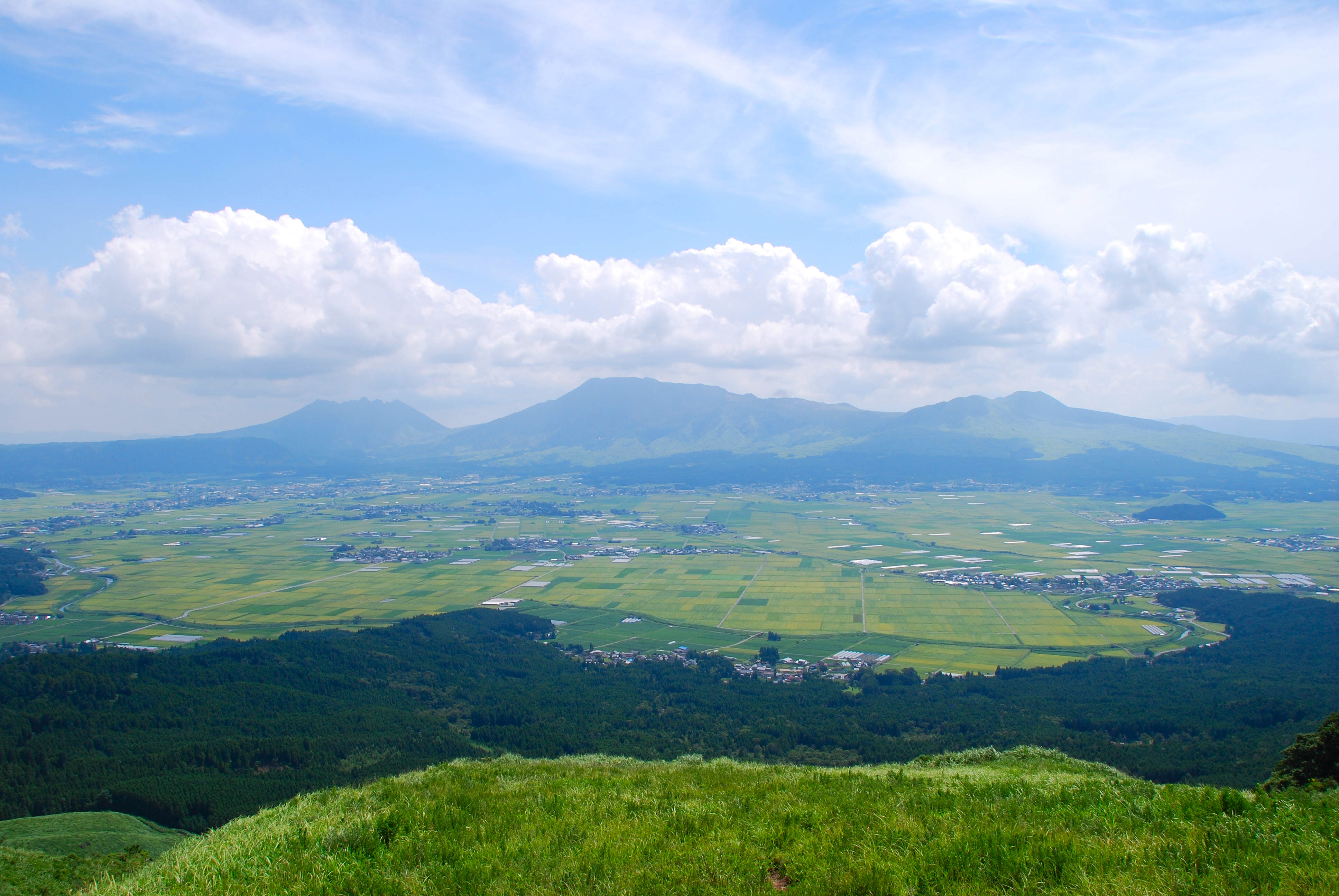
Mont Aso et sa caldeira.

Le Kyūshū comprend sept parcs nationaux :
- parc national d'Aso-Kuju ;
- parc national de Kirishima Kinkōwan ;
- parc national de Saikai ;
- parc national de Setonaikai ;
- parc national d'Unzen-Amakusa ;
- parc national de Yakushima;
- parc national d'Amami Guntō[3].

#### Okinawa (Îles méridionales)
La région d'Okinawa comprend trois parcs nationaux :
- parc national d'Iriomote-Ishigaki;
- parc national de Yanbaru;
- parc national de Kerama Shotō.

### Parc naturel quasi national
Les parcs quasi nationaux permettent de protéger des zones naturelles ayant un patrimoine d'importance régionale. Comme les parcs nationaux, ils sont désignés par le ministre de l'Environnement japonais, mais à la suite de la recommandation du gouverneur de préfecture, et après consultation des agences gouvernementales pour l'environnement et du Conseil de conservation de la nature. Ils se rapprochent en cela des parcs naturels régionaux français : la demande de classement en parc naturel provient des régions, et est portée devant le ministère.
Il y a actuellement 56 parcs quasi nationaux au Japon (par exemple le parc quasi national d'Okinawa Senseki), représentant une surface de 1,36 million d'hectares, soit 3,6 % de la superficie terrestre de l'archipel,.

### Parc naturel préfectoral
Les parcs naturels préfectoraux sont des zones naturelles d'importance à l'échelle des préfectures du Japon. Ils sont désignés par les gouvernements préfectoraux en accord avec les ordonnances préfectorales. Les 311 parcs naturels préfectoraux que compte le Japon couvrent 1,97 million d'hectares (approximativement 5,2 % de la superficie terrestre).

## Fréquentation
En 1993, les parcs naturels japonais ont accueilli un total de 956 millions de visiteurs, dont 390 millions pour les parcs nationaux, 296 millions pour les parcs quasi nationaux, et 270 millions pour les parcs préfectoraux[réf. nécessaire].